# Dioctylzinn-Verbindungen
Dioctylzinn-Verbindungen (abgekürzt DOT nach englisch Dioctyltin) sind zinnorganische Verbindungen mit zwei Octylgruppen (–C8H17).

## Darstellung
Dialkylzinnchloride können durch Umsetzung von Tetraorganozinnverbindungen mit Zinnhalogeniden durch Komproportionierung gewonnen werden:
{\displaystyle {\ce {R4Sn + 2 SnCl4 -> R2SnCl2 + 2 RSnCl3}}}
Aus den Alkylzinnhalogeniden können die meisten übrigen Zinn-organischen Verbindungen hergestellt werden, z. B. Alkylzinnhydroxide, -oxide und -hydride.

## Verwendung
Wie auch Dimethylzinn- und Dibutylzinnverbindungen dienen Dioctylzinnverbindungen (vor allem Dioctylzinnhalogenide) der Hitze- und Lichtstabilisierung von Polyvinylchlorid und werden als Katalysatoren bei der Polyurethanherstellung eingesetzt.
Dioctylzinnverbindungen dürfen nach einer Entscheidung der EU aus dem Jahr 2009 ab dem 1. Januar 2012 nicht mehr in den nachstehend aufgeführten Erzeugnissen verwendet werden, wenn die Konzentration von Zinn in dem Erzeugnis oder in Teilen davon 0,1 Gew.-% übersteigt:
- Textilartikel, die dazu bestimmt sind, mit der Haut in Kontakt zu kommen;
- Handschuhe;
- Schuhe oder Teile davon, die dazu bestimmt sind, mit der Haut in Kontakt zu kommen;
- Wand- und Bodenverkleidungen;
- Babyartikel;
- Damenhygieneartikel;
- Windeln;
- Zwei-Komponenten-Raumtemperaturvulkanisierungs-Abform-Sets (RTV-2-Abform-Sets)

## Vertreter
- Dioctylzinn
- Dioctylzinnoxid[S 1]
- Dioctylzinndichlorid[S 2]
- Dioctylzinndilaurat
- Dioctylzinnmaleat[S 3]
- Dioctylzinndithioglycolat[S 4]
- Dioctylzinndiacetat[S 5]

## Externe Links zu erwähnten Verbindungen
1. ↑  Externe Identifikatoren von bzw. Datenbank-Links zu Dioctylzinnoxid:  CAS-Nr.: 870-08-6, EG-Nr.: 212-791-1, ECHA-InfoCard: 100.011.629, GESTIS: 490295, PubChem: 93563, ChemSpider: 84463, Wikidata: Q72472584.
2. ↑  Externe Identifikatoren von bzw. Datenbank-Links zu Dioctylzinndichlorid:  CAS-Nr.: 3542-36-7, EG-Nr.: 222-583-2, ECHA-InfoCard: 100.020.531, GESTIS: 490405, PubChem: 77080, ChemSpider: 69526, Wikidata: Q27290491.
3. ↑  Externe Identifikatoren von bzw. Datenbank-Links zu Dioctylzinnmaleat:  CAS-Nr.: 16091-18-2, EG-Nr.: 240-253-6, ECHA-InfoCard: 100.036.578, PubChem: 86748249, ChemSpider: 17215802, Wikidata: Q27287967.
4. ↑  Externe Identifikatoren von bzw. Datenbank-Links zu Dioctylzinndithioglycolat:  CAS-Nr.: 26401-97-8, EG-Nr.: 247-666-0, ECHA-InfoCard: 100.043.318, GESTIS: 490661, PubChem: 14029260, ChemSpider: 17215665, Wikidata: Q27265578.
5. ↑  Externe Identifikatoren von bzw. Datenbank-Links zu Dioctylzinndiacetat:  CAS-Nr.: 17586-94-6, ECHA-InfoCard: 100.037.762, PubChem: 22386089, Wikidata: Q81992802.